# Teemu Sippo
Teemu Jyrki Juhani Sippo S.C.I. (tiếng Phần Lan: [ˈt̪e̞ːmu ˈjyrk̟i ˈjuɦɑ̝ni ˈs̠ipːo̞]; sinh ngày 20 tháng 5 năm 1947) là một giám mục người Phần Lan của Giáo hội Công giáo Rôma, giữ chức Giám mục Chính tòa Helsinki từ tháng 6 năm 2009 đến khi ông nghỉ hưu vào tháng 5 năm 2019. Ông là giám mục Công giáo người Phần Lan bản địa đầu tiên kể từ đời cố Giám mục Arvid Kurck (1464–1522).

## Thân thế
Ông Teemu Sippo sinh ngày 20 tháng 5 năm 1947 trong một gia đình có cha và mẹ theo đạo Tin Lành Luther tại thành phố Lahti, tỉnh Häme, miền nam Phần Lan. Mặc dù vậy từ lúc còn trẻ, ông đã sớm quan tâm đến Giáo hội Công giáo và xác tín vào "con đường này". Ông cải đạo sang Công giáo vào năm 1966 khi ông được 19 tuổi.

## Sứ vụ
Ông thụ phong linh mục vào ngày 28 tháng 5 năm 1977 sau khi tốt nghiệp chương trình Cử nhân Thần học tại Viện Đại học Albert Ludwig, thành phố Freiburg nước Đức. Linh mục Sippo từng kinh qua nhiều chức vụ, bao gồm Tuyên úy Giáo xứ Thánh Olaus ở thành phố Jyväskylä, giám đốc Trung tâm Thông tin Công giáo tại cả Giáo xứ Thánh Maria và Giáo xứ chính tòa Thánh Henricus ở thành phố Helsinki. Ông cũng từng làm linh mục phó xứ Giáo xứ chính tòa Thánh Henricus trong một khoảng thời gian dài. Sau khi nguyên Giám mục Chính tòa Helsinki là ông Józef Wróbel được bổ nhiệm làm Giám mục phụ tá Tổng giáo phận Lublin ở Ba Lan vào năm 2008, Linh mục Sippo đã tiếp quản giáo phận Helsinki với vai trò Giám quản Tông tòa của giáo phận. Trước đó, khi ông Józef Wróbel còn làm Giám mục Chính tòa Helsinki, Linh mục Sippo từng đảm nhiệm vai trò Đại diện Giám mục phụ trách vấn đề đại kết.
Vào ngày 5 tháng 9 năm 2009, Hồng y Karl Lehmann đã chủ sự lễ tấn phong giám mục cho Linh mục Teemu Sippo tại Nhà thờ chính tòa Turku. Kể từ khi được tấn phong, Giám mục Sippo là một thành viên của Ban Điều hành Hội đồng Đại kết Phần Lan và từng được bầu làm Chủ tịch Hội đồng Đại kết Phần Lan vào các năm 2010 và 2013.
Vào năm 2015, Giám mục Sippo đã tham gia Thượng Hội đồng Giám mục về Gia đình tại Thành Vatican với tư cách là vị đại diện của Hội đồng Giám mục Bắc Âu. Cũng vào mùa thu năm đó, ông được bổ nhiệm làm Ủy viên Hội đồng thường trực của Hội đồng Giám mục Bắc Âu.
Vào tháng 12 năm 2018, nhân Lễ Thánh Stephanus, Giám mục Sippo bị thương nặng ở vùng đầu sau khi trượt chân trên một con phố tại Helsinki. Bệnh tình của vị giám mục đã có chuyển biến tích cực sau ba tháng điều trị và tĩnh dưỡng. Mặc dù vậy vào tháng 5 năm 2019, ông đã trình lên Giáo tông đơn xin từ nhiệm vì lý do sức khỏe.
Tuy là một vị mục tử dễ thích nghi và có tư tưởng cởi mở của Giáo hội Công giáo Phần Lan, Giám mục Sippo vẫn luôn kiên trì bảo vệ quan niệm hôn phối truyền thống trước những đổi thay mang tính hệ thống trong xã hội Phần Lan và trong Giáo hội Tin Lành Luther Phần Lan.

## Tông truyền
Giám mục Teemu Sippo S.C.I. được tấn phong giám mục vào năm 2009, dưới triều Giáo tông Benedictus XVI, bởi:
- Chủ phong: Hồng y Karl Lehmann, Tổng giám mục Chính tòa Mainz;
- Phụ phong: Giám mục Józef Wróbel S.C.I., Tổng giám mục phó Tổng giáo phận Lublin và Giám mục Czeslaw Kozon, Giám mục Chính tòa Copenhagen

Giám mục Teemu Sippo S.C.I. là vị phụ phong trong lễ tấn phong giám mục của:
- Giám mục Raimo Goyarrola, vào ngày 1 tháng 8 năm 1841.[13]

## Ảnh

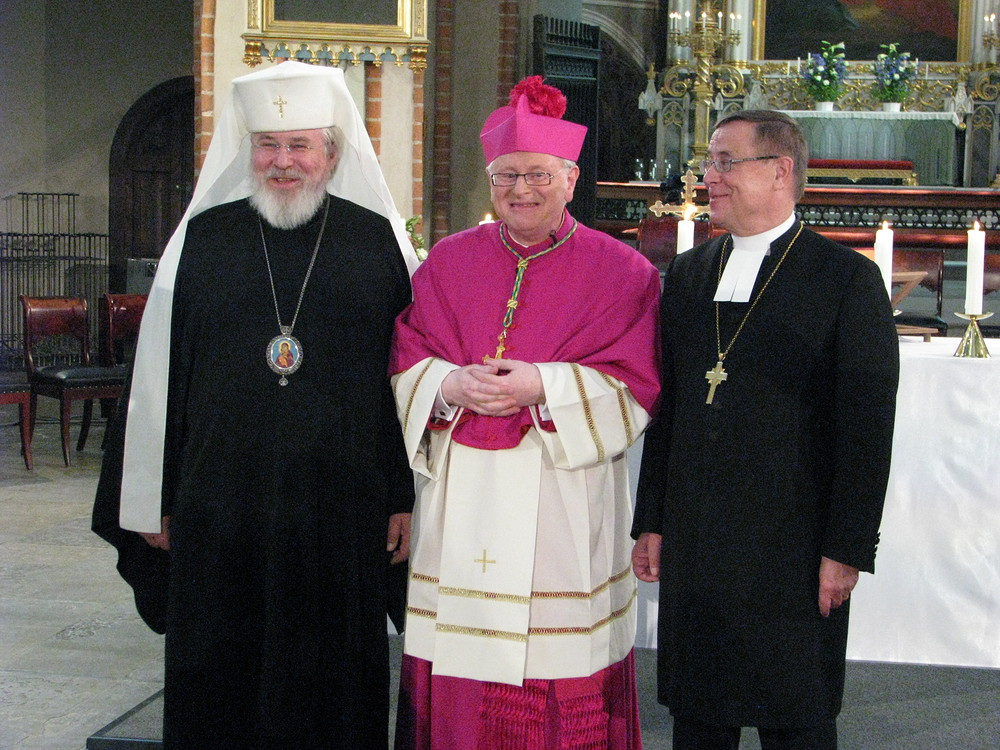
Tổng giám mục Leo và Tổng giám mục Jukka Paarma tại lễ tấn phong giám mục cho Giám mục Teemu Sippo

## Danh mục